# Miss België 2022
Miss België 2022 is de 54e editie van Miss België die op 26 maart 2022 werd gehouden in het Proximus Theater in De Panne, België.
De nieuwe Miss België werd verkozen door het stemmende publiek en een achtkoppige jury, onder wie de huidige Miss Oekraïne Anna Neplyah, die tijdens de verkiezing een emotionele toespraak hield over de heersende oorlog. De winnaar vertegenwoordigt België op Miss Universe en/of Miss World. Een van de eredames gaat naar het andere evenement. Chayenne Van Aarle uit Antwerpen kreeg het nieuwe kroontje van Miss België. De volledige top 3 bestond opnieuw uit Vlaamse meisjes.

## Winnaar en finalisten
| Eindresultaat    | Deelneemster |
| ---------------- | --- |
| Miss België 2022 | Antwerpen Chayenne Van Aarle |
| 1e eredame       | Oost-Vlaanderen Elle Leclercq |
| 2e eredame       | Limburg Silvana Spyros |
| 3e eredame       | Waals-Brabant Pénélope Vandooren |
| 4e eredame       | Antwerpen Chiara Catanzaro |
| 5e eredame       | Henegouwen Sofia El Banouti |
| Top 15           | Brussel Cindy Lebrun Henegouwen Sabrina Bouri Limburg Juwell Feytons Luik Juliette Franssen Oost-Vlaanderen Shania Verbeurgt Oost-Vlaanderen Jana Janssens Waals-Brabant Luna Franceschini West-Vlaanderen Alana Hanegreefs West-Vlaanderen Gaëlle Sauvillers |

### Speciale prijzen
| Prijs                    | Deelneemster       |
| ------------------------ | ------------------ |
| Miss Social Media        | Shania Verbeurgt   |
| Miss Charity             | Chiara Catanzaro   |
| Miss Sport Miss Sympa    | Thira Moelants     |
| Miss Model Miss Brussels | Pénélope Vandooren |
| Miss Talent              | Chayenne Van Aarle |
| Miss Beach Miss Wallonie | Sofia El Banouti   |
| Miss Flanders            | Elle Leclercq      |

1928 · 1929 · 1930 · 1931 · 1932 · 1933 · 1934 · 1935 · 1936 · 1937 · 1938 · 1939 · 1940–1945 · 1946 · 1947 · 1948 · 1949 · 1950 · 1951 · 1952 · 1953 · 1954 · 1955 · 1956 · 1957 · 1958 · 1959 · 1960 · 1961 · 1962 · 1963 · 1964 · 1965 · 1966 · 1967 · 1968 · 1969 · 1970 · 1971 · 1972 · 1973 · 1974 · 1975 · 1976 · 1977 · 1978 · 1979 · 1980 · 1981 · 1982 · 1983 · 1984 · 1985 · 1986 · 1987 · 1988 · 1989 · 1990 · 1991 · 1992 · 1993 · 1994 · 1995 · 1996 · 1997 · 1998 · 1999 · 2000 · 2001 · 2002 · 2003 · 2004 · 2005 · 2006 · 2007 · 2008 · 2009 · 2010 · 2011 · 2012 · 2013 · 2014 · 2015 · 2016 · 2017 · 2018 · 2019 · 2020  · 2021 · 2022 · 2023 · 2024 · 2025